# 画家マティス (オペラ)
『画家マティス』（Mathis der Maler）は、パウル・ヒンデミットが1934年から1935年にかけて作曲したオペラ。リブレットも作曲者自身による。ヒンデミットの同名の交響曲は、このオペラに先行して完成、初演されている。
「画家マティス」とは、一般にマティアス・グリューネヴァルトと呼ばれる16世紀ドイツの画家マティス・ゴートハルト・ナイトハルトのことで（フランスの画家アンリ・マティスとは関係無い）、オペラはこの画家を主人公としている。ドイツ農民戦争が勃発して騒然とする時代の中で、マティスは権力者のために絵を描くことをやめ、農民と共に戦う道を選ぶが、その後に幻滅する。
ナチス・ドイツ政権下でヒンデミットが政治的に批判されたために、この作品がナチ政権下の作曲者の状況を表す自伝的作品と解釈されたり、ナチ政権に対する批判と解釈されたりしてきた一方、逆に作者のナチ政権への順応を示す作品とも解釈された。

## 作曲の過程
1932年から1933年にかけて、ヒンデミットはエルンスト・ペンツォルトの小説『エティエンヌとルイーゼ』をオペラ化していた。この作品は第一次世界大戦のフランス人捕虜とドイツ人の娘の恋愛を扱ったものであるが、ナチス政権下では上演される見込みがないと考えて放棄された。かわりにヒンデミットが題材として取り上げたのがグリューネヴァルトで、ヒンデミットはドイツ農民戦争の時代に題材を取ることが時宜を得たものであると考えていた。
まだリブレットを書いている最中、フルトヴェングラーの求めに応じてヒンデミットは交響曲『画家マティス』を書いた。この曲はまだ作曲されていないオペラで使われることになるであろう音楽として書かれた。交響曲は1934年3月12日に初演されて大成功し、批評家からの評価も高かった。
しかし、それ以前からナチスの間でヒンデミットは何かと評判が悪く、早くアルフレート・ローゼンベルクは1929年に、フリッツ・シュテーゲは1930年にヒンデミットを批判していた。ヒンデミットは「退廃的・ボリシェヴィキ的なヴァイマルの音楽」であり、とくにドナウエッシンゲン音楽祭とヒンデミットとの結びつきも批判されていた。アドルフ・ヒトラー自身、1929年のオペラ『今日のニュース』を不快に思っていた。このために交響曲『画家マティス』は政治的批判にあった（ヒンデミット事件を参照）。オペラは1935年に完成し、ヒンデミットはこの作品がベルリンで上演されることによって自分がナチス・ドイツで尊敬される作曲家としての地位を得ることを望んでいたが、結局ドイツでは上演することができず、1938年にスイスのチューリヒで初演された。
交響曲が現在もヒンデミットの代表作としてしばしば演奏されるのに対し、オペラの方は上演される機会が少ない。

## 上演時間
約3時間。

## 登場人物
- アルブレヒト・フォン・ブランデンブルク（テノール）：マインツ大司教、枢機卿
- マティス（バリトン）：宗教画家
- ハンス・シュヴァルプ（テノール）：小作人頭、農民反乱の指導者
- レギーナ（ソプラノ）：シュヴァルプの娘
- リーディンガー（バス）：裕福な商人、ルター派
- ウルスラ（ソプラノ）：リーディンガーの娘
- ヴァルトブルクのトルフセス（司厨長）（バス）：反乱鎮圧のための連合軍の司令官
- ジルヴェスター・フォン・シャウンブルク（テノール）：トルフセスに仕える将校
- ローレンツ・フォン・ポンマースフェルデン（バス）：マインツの司教地方代理
- ヴォルフガング・カピト（テノール）：大司教の顧問
- ヘルフェンシュタイン伯爵夫人（コントラルト）

## あらすじ

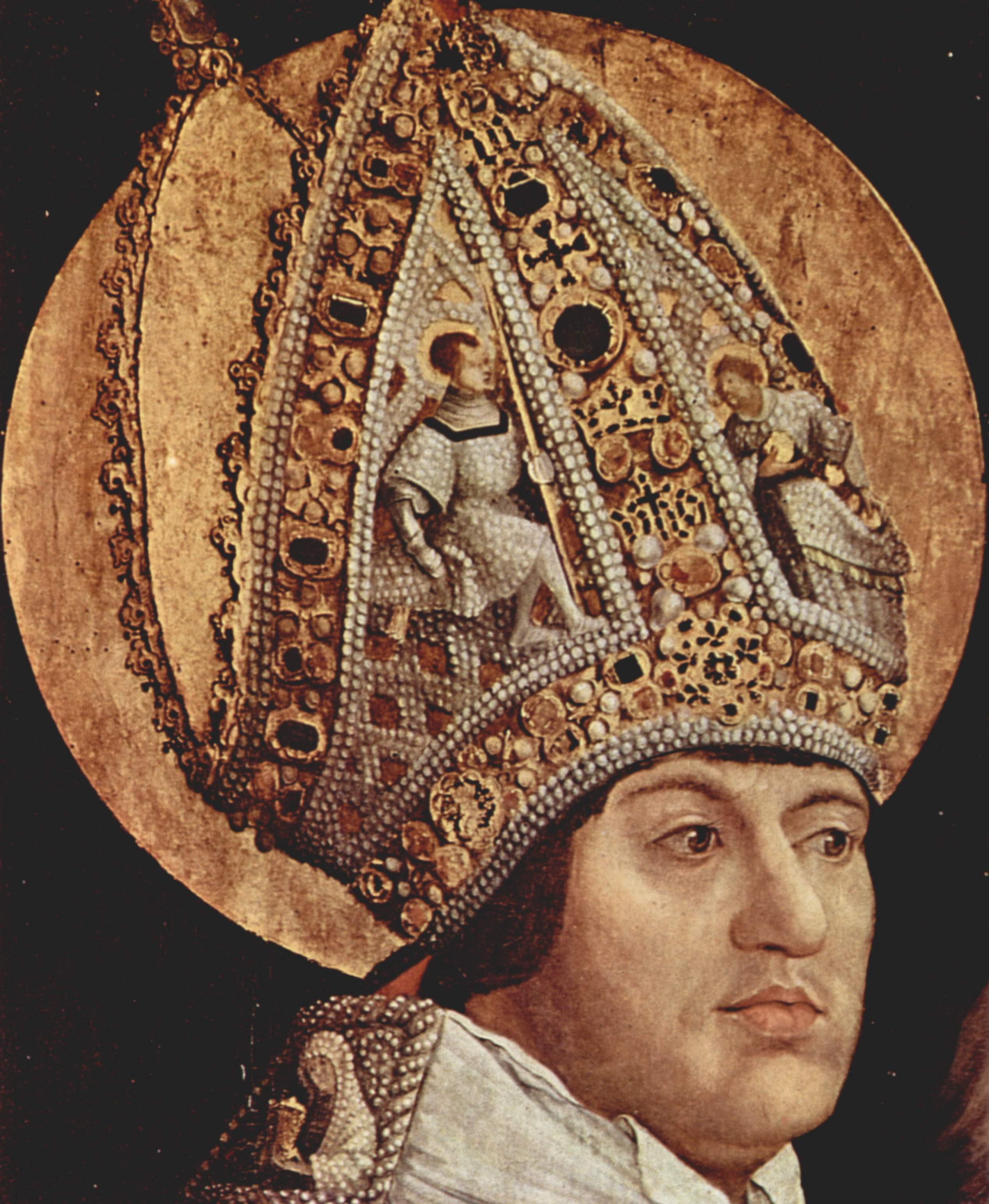
アルブレヒト・フォン・ブランデンブルク（マティアス・グリューネヴァルト作、アルテ・ピナコテーク蔵）

### 第1場
修道院の中庭：マティスが自分の天職に疑問を感じて物思いにふけっているところに、反乱指導者のシュヴァルプとその娘のレギーナがやって来る。マティスは彼らを追手から逃がすための馬を提供する。彼らを追ってきたジルヴェスターはマティスが逃走を助けたことを咎めるが、大司教お気に入りの画家であるために、その場で逮捕はしない。

### 第2場
マインツのアルブレヒト大司教の屋敷の前では、カトリックとルター派の市民および学生の三つ巴の乱闘がくり広げられるが、マインツの守護聖人である聖マルティンの聖遺物を持って到着した大司教本人によって争いは止められる。大司教は、ルター派の商人リーディンガーに焚書命令の撤回を約束する。しかしローレンツ・フォン・ポンマースフェルデンは大司教にローマへの反抗は許されないと指摘する。
マティスはリーディンガーの娘のウルスラとの再会を喜ぶ。ジルヴェスターがやってきて、マティスが反乱指導者を逃がしたことを大司教につげるが、マティスは農民の反乱の取り締まりに荷担しないようアルブレヒト大司教に熱心に懇願する。マティスの考えを変えられないと知ったアルブレヒト大司教は、マティスを反乱軍のもとに向かわせる。

### 第3場
カピトが商人リーディンガーの家の秘密の書棚に兵士を向かわせた時、ルター派は最初は憤慨する。しかし、ルターがアルブレヒトに出した手紙で、進歩的な意見を示すために結婚してはどうか?と示唆していることがわかり、騒ぎは静まる。アルブレヒトは深刻な財政危機に瀕しており、同意しそうである。そこでリーディンガーはウルスラに一度考えてみるようにと促す。そこに、マティスが別れを告げに訪れ、彼女を戦場にまで連れて行くわけにはいかないと主張する。彼女の父親が戻って来ると、彼女は結婚の計画に同意する。

### 第4場
農民軍はヘルフェンシュタイン伯爵を捕え、伯爵の処刑のために行進しながら伯爵夫人の悪口をはやしたてる。マティスは抗議するが根負けしてしまう。連邦軍が到着し、農民達は落胆しながらも戦闘に備える。しかし、すぐに制圧される。小作人頭のシュヴァルプは殺され、マティスは公爵夫人に辛うじて救われる。彼は孤児になったレギーナと逃亡する。

### 第5場
アルブレヒトは、自身の債務とルターからの要求についてカピトと議論し、金持ちの花嫁との見合いに同意する。ウルスラが部屋に入ってくると彼は驚き、計画のために力を貸すという彼女の告白を疑わしく感じる。彼女は、愛ではなく、彼を変革しようという計画への忠誠心が結婚の動機であると認めるが、彼の動揺と展望の欠如を非難する。彼は、彼女の話に大いに感動したように見えたが、他の人々が呼ばれて入ってくると、自分の誓いに戻って単純な生活の努力によって自分を改革するつもりだ、と言う。

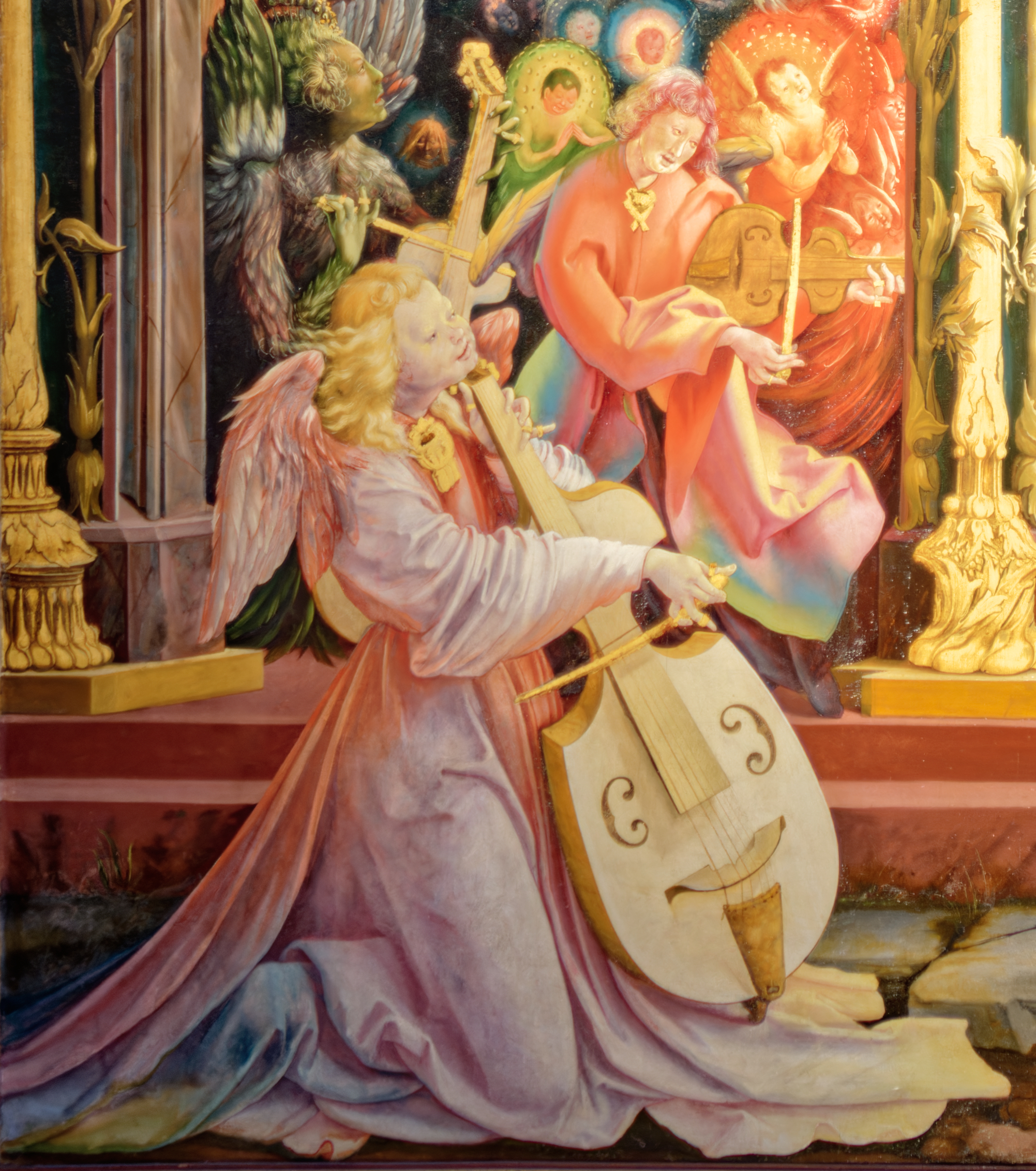

### 第6場
オーデンヴァルトの森での中でマティスは，怖がるレギーナを天使の奏楽の話で寝かしつけている。すると、彼女は民謡「三人の天使は歌う」（Es sungen drei Engel）を一緒に歌う（この歌はオペラの序曲、また交響曲の第1楽章に加えられている）。彼女が眠りに入るか入らないかの頃に、マティスはグリューネヴェルトの聖アントニウスに姿を変えて、悪魔の誘惑に苦しむ。ヘルフェンシュタイン伯爵夫人に似た人影が、キリスト教の七つの大罪に満ちた人生を提示する。ポンマースフェルデンは金銭の力を讃える。ウルスラは乞食の仮装で現れ、次に誘惑する女として、さらに殉教者として絞首台に導かれる。学者姿のカピトは「アントニウス」に、世界は科学に支配されるだろうと語り、反論しない彼を非難する。小作人頭シュヴァルプは、彼の非戦主義的な同情を非難する。イーセンハイムの祭壇の誘惑の情景のコーラスが一つになり、情景が急転してアントニウスが聖パウロを訪れる場面になる。パウロ（アルブレヒト）はアントニウス（マティス）を慰め、「前に進め、そして絵を描くのだ」と呼びかける。

### 第7場
ウルスラは瀕死のレギーナの世話をしている。彼女は、マティスの絵の中の瀕死のキリストを自分の父親と混同する。彼女の死の前、マティスのまなざしだけが彼女を平静にする。（交響曲の間奏に続いて）朝になると、彼に家を提供したいと言うアルブレヒトの訪問を受ける。しかし、マティスは自分の最期の日々を独りで過ごしたがる。トランクを詰めて、彼は善意に別れを告げる。巻物と野心、コンパスと定規、作品、絵の具と筆、賞賛、金ぐさり、疑問、書籍、そして最後にウルスラのリボンにキスをする。愛をこめて。